# Mustapha Oussalah
Mustapha Oussalah, né le 19 février 1982 à Liège, est un footballeur marocain. Il évolue comme arrière latéral et  milieu offensif.

## Biographie
Formé au Standard de Liège, il y est professionnel de 2000 à 2004. C'est au Standard qu'il reçoit sa première convocation pour l'équipe nationale A du Maroc. 
Il reste fidèle au Standard qui prolonge son contrat jusqu'en 2007. En janvier 2004, il est loué par le Standard qui souhaite lui donner du temps de jeu à La Gantoise et est désigné en fin de saison meilleur transfert du club. Sa carrière connait un sérieux coup d'arrêt en novembre 2004 à la suite d'une agression dont il est victime à l'entrainement. Son coéquipier agresseur, Abdelmalek Cherrad, est licencié sur le champ par le La Gantoise. Il retourne quant à lui au Standard de Liège après cet incident qui le prête jusqu'à la fin de la saison au KAS Eupen. 
Pour la saison 2005-2006, il est de nouveau prêté à l'Excelsior Mouscron avant de revenir au Standard de Liège en juin 2006. 
Au terme de la saison 2006-2007, il dispute la finale de la Coupe de Belgique avec le Standard de Liège qui lui propose un nouveau contrat de trois ans. Il refuse de prolonger à Sclessin et signe à l'Excelsior Mouscron. Il y sera le joueur le plus utilisé par les différents staffs technique.
Confronté à de graves problèmes financiers, l'Excelsior Mouscron n'a d'autre choix que de le transférer durant le mercato d'hiver 2008-2009 afin de renflouer les caisses. Il signe alors un contrat de deux ans et demi avec le club promu de division 1 du KV Courtrai. 
À l'expiration de son contrat en juin 2011, il reste séduit par le projet sportif du club courtraisien et accepte de prolonger son contrat jusqu'en juin 2013. 
Au terme de la saison 2011-2012, il est désigné meilleur joueur marocain du championnat de Belgique et reçoit son trophée devant son public à l'issue du dernier match de la saison contre le nouveau champion Anderlecht, battu 2-0 grâce à un dernier but de Mustapha Oussalah. 
A l'entame de la saison 2012-2013, il prolonge une troisième fois son contrat jusqu'au 30 juin 2015.
Au terme de la saison 2013-2014, il décide de suivre son entraineur et s'engager jusqu'au 30 juin 2016 avec le club de La Gantoise. Libéré à la fin de son contrat, il reste six mois sans club et s'engage ensuite en janvier 2017 avec le Royal Sprimont Comblain Sport, lanterne rouge de la Division 1 Amateur.

## Palmarès
- 2006 : Finaliste de la Coupe de Belgique avec l'Excelsior Mouscron
- 2007 : Finaliste de la Coupe de Belgique avec le Standard de Liège
- 2012 : Finaliste de la Coupe de Belgique avec le KV Courtrai
- 2012 : Élu meilleur joueur marocain du championnat de Belgique avec le KV Courtrai
- 2015 : Champion de Belgique avec KAA La Gantoise